# 암베르

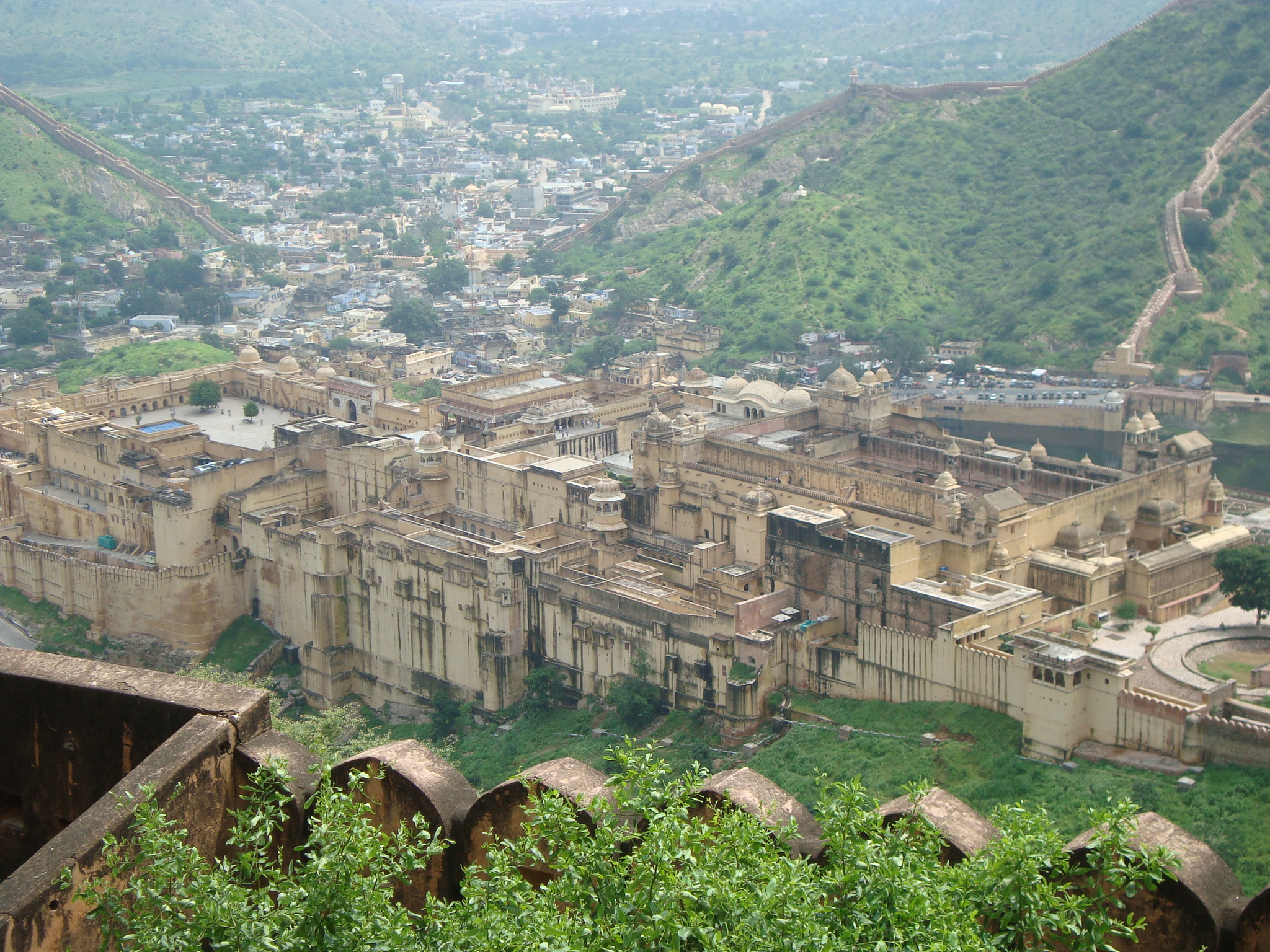
암베르

암베르는 인도 라자스탄 주에 위치한 오래된 도시로, 라자스탄 주의 주도인 자이푸르에서 약 11km 떨어진 곳에 위치하고 있다.
이곳에 있는 암베르성은 바위 등으로 이루어져 있는 험준한 산악지대에 위치하고 있는데 지형을 활용한 방어적 목적이 강한 성이다.

## 같이 보기
- 라자스탄주